# Stara Wieś (Nawóz)
Stara Wieś – część wsi Nawóz w Polsce położona w województwie lubelskim, w powiecie zamojskim, w gminie Nielisz.
W latach 1975–1998 Stara Wieś należała administracyjnie do województwa zamojskiego.